# زلمان دفيد لفونتين

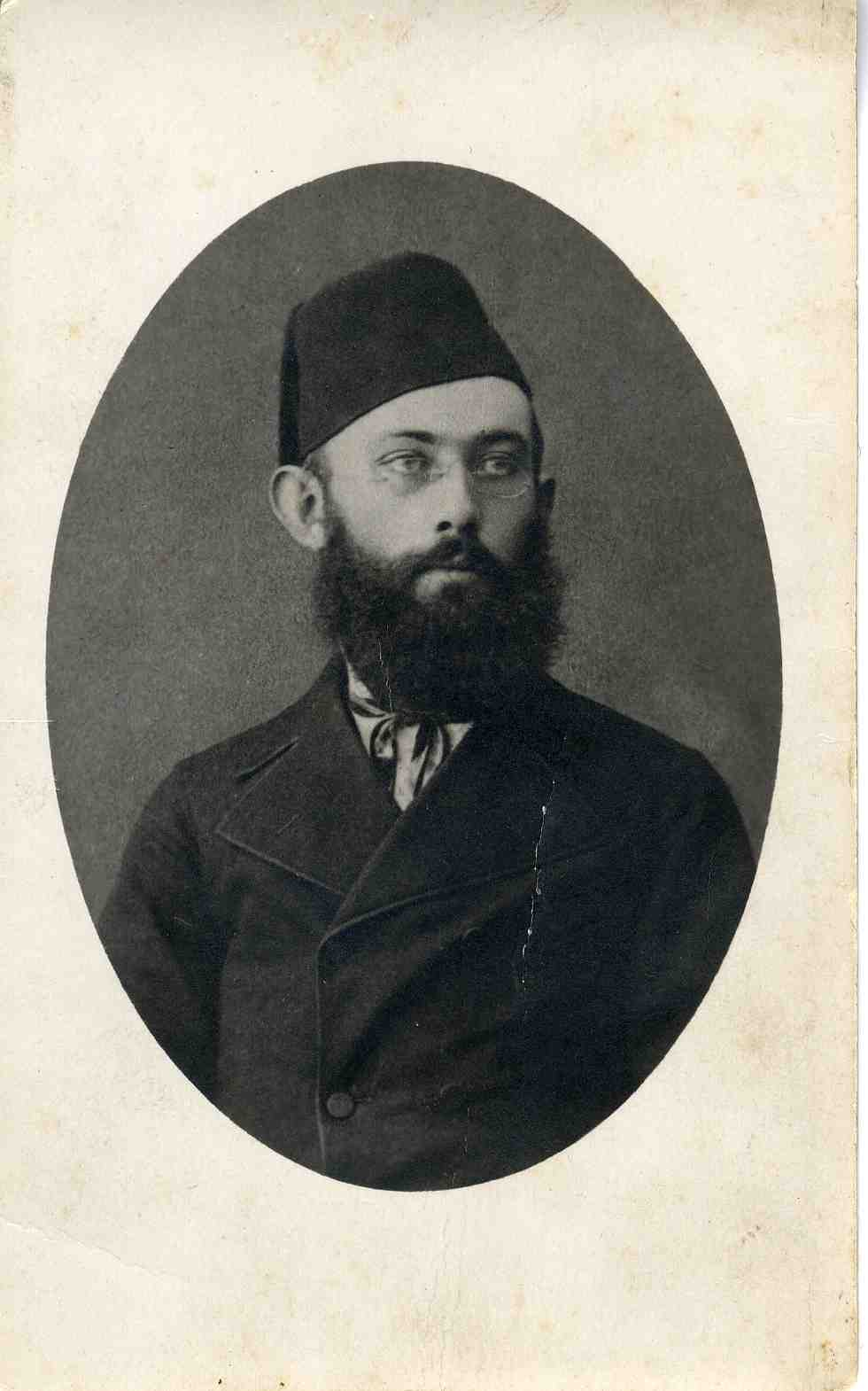
زلمان دفيد لفونتين سنة 1091

زلمان دفيد لفونتين (Zalman David Levontin؛ 1856–1940) من رواد الاستيطان الصهيوني، ومن مؤسسي مستوطنة ريشون لتسيون، وأحد مؤسسي مصرف الصندوق الاستعماري اليهودي.

## حياته

### الفكرة الصهيونية
وُلِد لفونتين في أورشا ببيلاروسيا، ابن لعائلة حسيدية حبادية. تزوج لفونتين في سن 18 عامًا وانتقل بعد ذلك إلى موغيليف مع والدي زوجته تسيبورا-فيغا، حيث كان يعيش على أموال المهر. بعد فترة، حاول لفونتين العمل كتاجر ولم ينجح. وحاول الالتحاق بالجيش الروسي للقتال في الحرب العثمانية الروسية، لكن ذلك لم يتم. ثم انتقل لفونتين إلى موسكو ودرس مسك الدفاتر. عمل بعد تخرجه موظفاً في أحد المصارف في جنوب الإمبراطورية الروسية.
نشأت فيه فكرة العودة إلى صهيون، بحسب مذكراته، منذ طفولته أثناء دراسته للجغرافيا. وعلم أن دولة ليبيريا الأفريقية أسسها العبيد السود من أمريكا.
بعد معايشته ظهور معاداة السامية بشكل مباشر في أوائل ثمانينيات القرن التاسع عشر، بدأ لفونتين العمل على تحقيق فكرته، وفي عام 1882 كان من أوائل أعضاء منظمة أحباء صهيون مع مجموعة من العائلات من مدينة كريمنشوك في جنوب روسيا (أوكرانيا الآن)). اتفق أعضاء الجمعية على إرسال لفونتين إلى فلسطين، وأنه إذا وجد "أرضاً كبيرة" قادرة على تأسيس مكان للعمل الزراعي، فسيأتون هم أيضاً للعمل بها. سمع يهود من مدينة خاركوف بالأمر؛ فدعوه إليهم وأخبروه عن تنظيم مجموعة ثانية للاستيطان في أرض فلسطين. وهكذا أصبح ممثلاً لمجموعتين تبحثان عن أرض في فلسطين من أجل إقامة مستوطنة على أساس زراعي.
بعد أسبوع، غادر لفونتين إلى فلسطين ووصل إلى يافا في 27 آذار مارس 1872. قام لفونتين بجولة في القدس وسهلي سارونة وشفله ثم أرسل تقريرًا مفصلاً إلى الجمعية. 

### أحد مؤسسي ريشون لتسيون
بعد وقت قصير من وصوله إلى فلسطين، عقد لفونتين مؤتمراً لممثلي جمعيات المستوطنين من روسيا ورومانيا، بالإضافة إلى قادة محليين وأنشأ في يافا جمعية "فعاد هالوتسي يسود هامعلة" التي حددت له هدف شراء الأراضي وتأسيس مستعمرة زراعية. بحث لفونتين عن أرض في سهول شفله وصولاً إلى غزة دون أن يجد أي أرض صالحة للاستيطان. كما سعى والي القدس التركي رؤوف باشا إلى إحباط نصيحة المستوطنين. وأخيراً، اشترى نائب القنصل البريطاني في يافا الحاخام حاييم أمزلاغ أراضي قرية عيون قارة على بعد 12.5 كم جنوب يافا، ومساحتها 3340 دونمًا (835 فدانًا) باسمه لصالح فونتين متحايلاً على القانون التركي الذي يمنع بيع الأراضي لليهود، ، فأسس ريشون لتسيون هناك؛ وشغل فيما بعد منصب رئيس اللجنة الأولى للمستوطنة.
في نهاية عام 1882، استقال لفونتين من منصبه كرئيس للجمعية، بسبب الصراعات الداخلية في المستعمرة. وأجبر نقص الأموال لفونتين على بيع أرضه إلى البارون إدموند جيمس دي روتشيلد وعاد مع عائلته إلى روسيا إلى أجل غير مسمى حيث عمل كمدير فرعي لمصرف في مدن مختلفة في نطاق الاستيطان في روسيا. 

### إنشاء البنك الصهيوني
في عام 1884، في مؤتمر كاتوفيتسه لـ "عشاق صهيون"، اقترح لفونتين تأسيس مصرف لمساعدة الاستيطان اليهودي هناك. وبعد حوالي عقد ونصف، في عام 1901انضم لفونتين إلى الحركة الصهيونية عند تأسيسها، بادر الهستدروت الصهيوني بقيادة تيودور هرتزل إلى إنشاء الصندوق الاستعماري اليهودي. لفونتين، الذي شغل بعد ذلك منصب مدير بنك مينسك، تمت دعوته من قبل هيرتسل لإدارة "الخزانة"، وعين مديراً لخزانة الاستيطان اليهودي في لندن. في عام 1903 ذهب إلى فلسطين لتأسيس بنك تحت رعاية بريطانية يُعرف باسم شركة أنجلو-فلسطين. أصبح هذا البنك تحت إدارته المؤسسة المالية والائتمانية المركزية في اليشوف الجديد وشارك في الأنشطة المصرفية مع السلطات التركية والعرب. وفي الوقت نفسه عمل كمستشار سياسي لهرتسل في المواضيع التي تخصص فيها
نشرت صحيفة هابيتسليت المقال التالي بتاريخ 2 تموز (1903): "سيتم افتتاح بنك يهودي في يافا"، وفي تكملة المقال: "فكرة إنشاء فرع لبنك كالانيئيل العبري في الأراضي المقدسة والذي بدأ العمل في لندن. المكان المختار لبدء عمليات البنك هو يافا والرجل الذي تم اختياره لرئاسته وإدارته هو الرجل الحكيم زالمان دفيد لفونتين، وهو حتى الآن أحد كتبة البنك المركزي في لندن، والذي كان من أوائل الذين أتوا إلى يهوذا للاستيلاء على أرضها، وكان من مشتري أرض عيون قاره ليؤسس أول مستعمرة بعد بيتح تكفا - والتي أطلقوا عليها اسم ريشون لتسيون.
لمعرفة لفونتين باليشوف ولإتقانه للغة العبرية ولمعرفته باقتصاد فلسطين في الفترة العثمانية تولى إدارة المصرف الصهيوني. عاد لفونتين في عام 1903 إلى فلسطين، واستقر في ريشون لتسيون وكان أول مدير للمصرف الأنجلو-فلسطيني (بنك لئومي لاحقًا). ظل مديرًا للمصرف حتى عام 1914، عندما لم يتمكن من البقاء في منصبه بعد اندلاع الحرب العالمية الأولى باعتباره من رعايا دولة معادية.

### الحرب العالمية الأولى
عندما اندلعت الحرب العالمية الأولى، ذهب لفونتين إلى لندن وباريس لحشد الأموال من أجل التغلب على الأزمة الاقتصادية التي عصفت بمشروع الاستيطان. وعندما كان على وشك العودة، انضمت تركيا إلى الحرب ضد بريطانيا وفرنسا، وبقي لفونتين في الإسكندرية، حيث افتتح فرعًا مؤقتًا للشركة الأنجلو-فلسطينية التي قدمت المساعدة للمستوطنين المطرودين من فلسطين. شارك في المفاوضات مع السلطات البريطانية التي أدت إلى إنشاء فيلق صهيون ميول بقيادة جوزيف ترومبلدور. وفي ربيع عام 1918، عاد لفونتين إلى فلسطين وواصل عمله المصرفي. وبعد ست سنوات تقاعد من مجلس إدارة البنك. نشر مذكراته، Le-Ereẓ Avoteinu (المجلد 1، 1884، طبعة منقحة، 1963؛ المجلد 2، 1925؛ المجلد 3، 1928)، والتي دعا فيها إلى استخدام الأساليب الرأسمالية في الاستيطان الزراعي وانتقد أساليب الاستيطان التي تتبعها المنظمة الصهيونية وخاصة أعضاء الحركة العمالية. جيهيل لفونتين كان شقيقه.
1. 1 2 3  مذكور في: موسوعة مؤسسي وبناة إسرائيل. المُؤَلِّف: David Tidhar. لغة العمل أو لغة الاسم: العبرية. تاريخ النشر: 1947.